# Stazione di Colmar
La stazione di Colmar (in francese Gare de Colmar) è la principale stazione ferroviaria di Colmar, Francia.
Lo stesso progetto architettonico è stato utilizzato per la costruzione della stazione centrale di Danzica, in Polonia. Gli edifici sono quindi “gemelli” l'uno dell'altro.